# Federigo Enriques
Abramo Giulio Umberto Federigo Enriques (Livorno, 5 de janeiro de 1871 — Roma, 14 de junho de 1946) foi um matemático e filósofo italiano nascido numa família de judeus sefarditas de origem portuguesa.
Foi palestrante plenário do Congresso Internacional de Matemáticos em Cambridge (1912: Il significato della critica dei principii nello sviluppo delle matematiche).

## Obras
- Enriques F. Lezioni di geometria descrittiva. Bologna, 1920.
- Enriques F. Lezioni di geometria proiettiva. Italian ed. 1898 and German ed. 1903.
- Enriques F. & Chisini, O. Lezioni sulla teoria geometrica delle equazioni e delle funzioni algebriche. Bologna, 1915-1934. Volume 1, Volume 2,[1] Vol. 3, 1924; Vol. 4, 1934.
- Severi F. Lezioni di geometria algebrica : geometria sopra una curva, superficie di Riemann-integrali abeliani.  Italian ed. 1908
- Enriques F. Problems of Science (trans. Problemi di Scienza). Chicago, 1914.[2]
- Enriques F. Zur Geschichte der Logik. Leipzig, 1927.[3]
- Castelnouvo G., Enriques F. Die algebraischen Flaechen// Encyklopädie der mathematischen Wissenschaften, III C 6
- Enriques F. Le superficie algebriche. Bologna, 1949

### Artigos
- (em italiano) Eredità ed evoluzione
- (em italiano) I numeri e l'infinito
- (em italiano) Il pragmatismo
- (em italiano) Il principio di ragion sufficiente nel pensiero greco
- (em italiano) Il problema della realtà
- (em italiano) Il significato della critica dei principii nello sviluppo delle matematiche
- (em italiano) Importanza della storia del pensiero scientifico nella cultura nazionale
- (em francês) L'infini dans la pensee des grecs
- (em italiano) L'infinito nella storia del pensiero
- (em francês) L'oeuvre mathematique de Klein
- (em francês) La connaissance historique et la connaissance scientifique dans la critique de Enrico De Michelis
- (em italiano) La filosofia positiva e la classificazione delle scienze
- (em italiano) I motivi della filosofia di Eugenio Rignano